# 伊藤友恵
伊藤友恵（いとう ともえ、1907年（明治40年）12月10日 - 1987年（昭和62年）1月21日）は、囲碁の棋士。旧名は清子、旧姓は川田。栃木県出身、日本棋院所属、喜多文子名誉八段門下、七段。女流選手権戦5連覇を含む優勝7回など。力戦派で巴流、巴御前の異名を取った。

## 経歴
足利市に生まれる。1917年（大正6年）に方円社の喜多文子に入門。その後中央棋院に所属し、若手棋士の研究会六華会にも参加。1924年の日本棋院設立とともに初段となる。1927年秋期、1929年秋期、1930年秋期の大手合乙組優勝。1940年三段。1943年四段。1952年に第1期女流選手権戦で、決勝で武田みさおを破って優勝。翌年は挑戦者杉内寿子に敗れるが、1957年からは5連覇。1959年五段。1967年大倉賞受賞。1979年には70歳で第1期女流鶴聖戦に優勝。
1982年勲五等宝冠章受章。1984年引退、六段。1987年死去、追贈七段。
1981年から女流棋士会初代会長を務める。日中囲碁交流では、1961年訪中団参加、1964年の女流棋士訪中団では団長となる。1972年訪欧女流アマ囲碁使節団団長。門下に、淡路修三、安藤武夫、泉谷政憲、安藤俊行、伊藤義夫、谷宮絢子、河村則子など。夫は能楽師の伊藤裕康。

## タイトル歴
- 女流選手権戦 7期（1952、57-62、65年）
- 女流鶴聖戦 1期（1979年）

## その他の棋歴
- 女流選手権戦 挑戦者 1955-56、66-67、74年
- 1967年に日本棋院から大倉賞を受賞。
- 旧女流名人戦 準優勝 1975年
- 日中囲碁交流
  - 1961年 8-0
- 大手合 乙組優勝 1927年秋期、29年秋期、30年秋期